# Sa Spendula
Sa Spendula è una cascata situata nel comune sardo di Villacidro, nella provincia del Sud Sardegna. Il nome, ortograficamente scritto spèndula, in lingua sarda significa letteralmente "cascata". Composta da tre salti, per un totale di 60 metri circa, è formata dal torrente Coxinas, che prende poi il nome di Rio Seddanus. È una meta frequentata nel periodo estivo in quanto poco distante dal centro del paese e ubicata nelle immediate vicinanze di un parco ricreativo.

## Caratteristiche
Come tutte le cascate ubicate nell'isola, alimentate da corsi d'acqua a regime torrentizio, la cascata si può ammirare solo nel periodo autunno-primaverile, essendo in secca dalla tarda primavera in poi.

## Curiosità
Durante il suo soggiorno in terra sarda Gabriele D'Annunzio rimase estasiato dal fascino di tale cascata così tanto da dedicarle una poesia dal titolo Sa Spendula:
Dense di celidonie e di spineti

le rocce mi si drizzano davanti

come uno strano popolo d'atleti

pietrificato per virtù d'incanti.

Sotto fremono al vento ampi mirteti

selvaggi e gli oleandri fluttuanti,

verde plebe di nani; giù pei greti

van l'acque della Spendula croscianti.

Sopra, il ciel grigio, eguale. A l'umidore

della pioggia un acredine di effluvi

aspra esalano i timi e le mortelle.

Ne la conca verdissima il pastore

come fauno di bronzo, su 'l calcare,

guarda immobile, avvolto in una pelle.

(Gabriele D'Annunzio, 1882)
La poesia, scritta il 17 maggio 1882, la sera stessa in cui fece la passeggiata nel sito di Villacidro, verrà pubblicata il 21 maggio 1882 ne il Capitan Fracassa, giornale letterario e satirico fondato a Roma nel 1880 da Gandolin.

## Galleria d'immagini

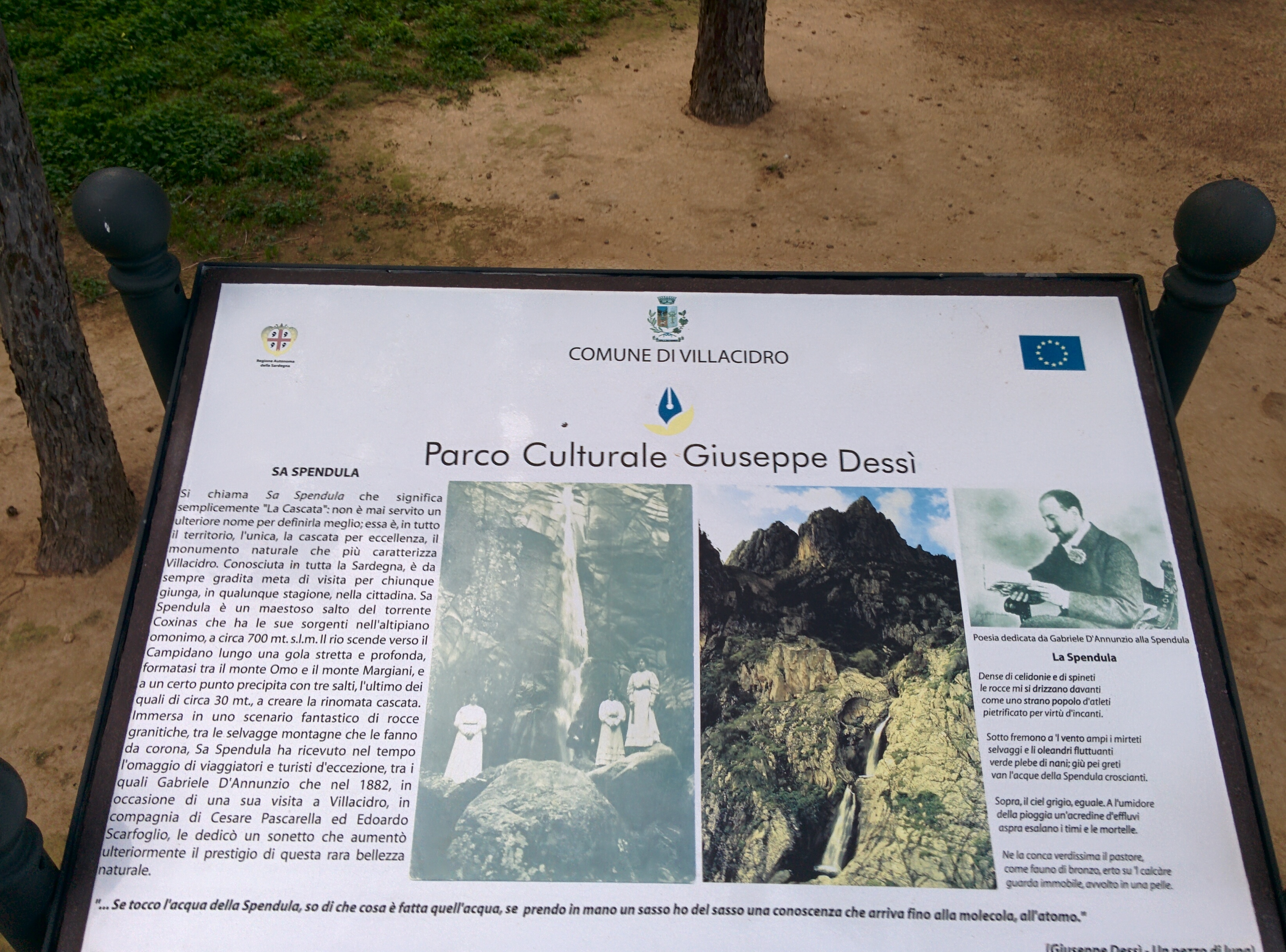
Leggenda con alcune foto storiche poste all'ingresso del sentiero
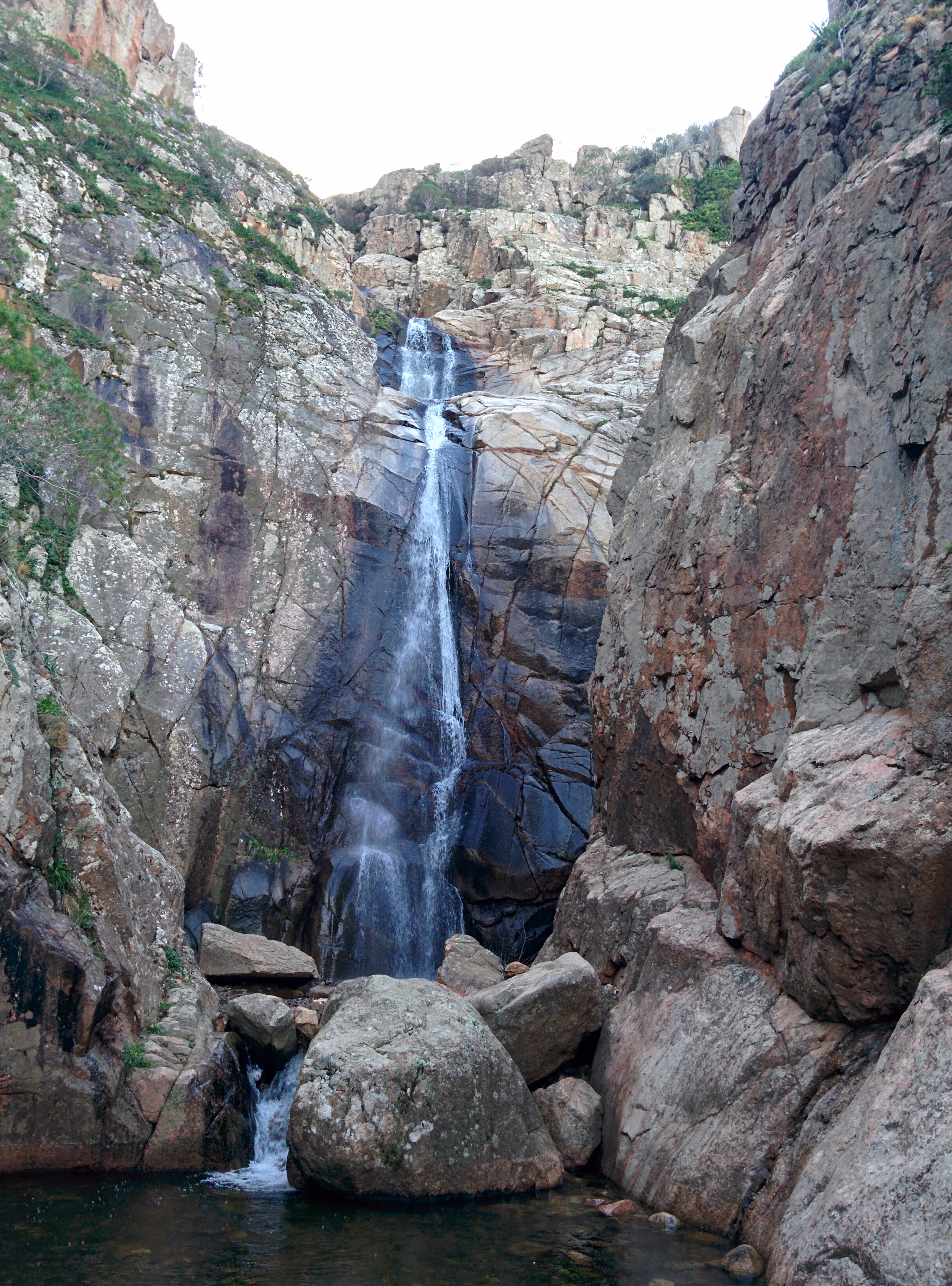
Sa spendula, nel suo ultimo salto
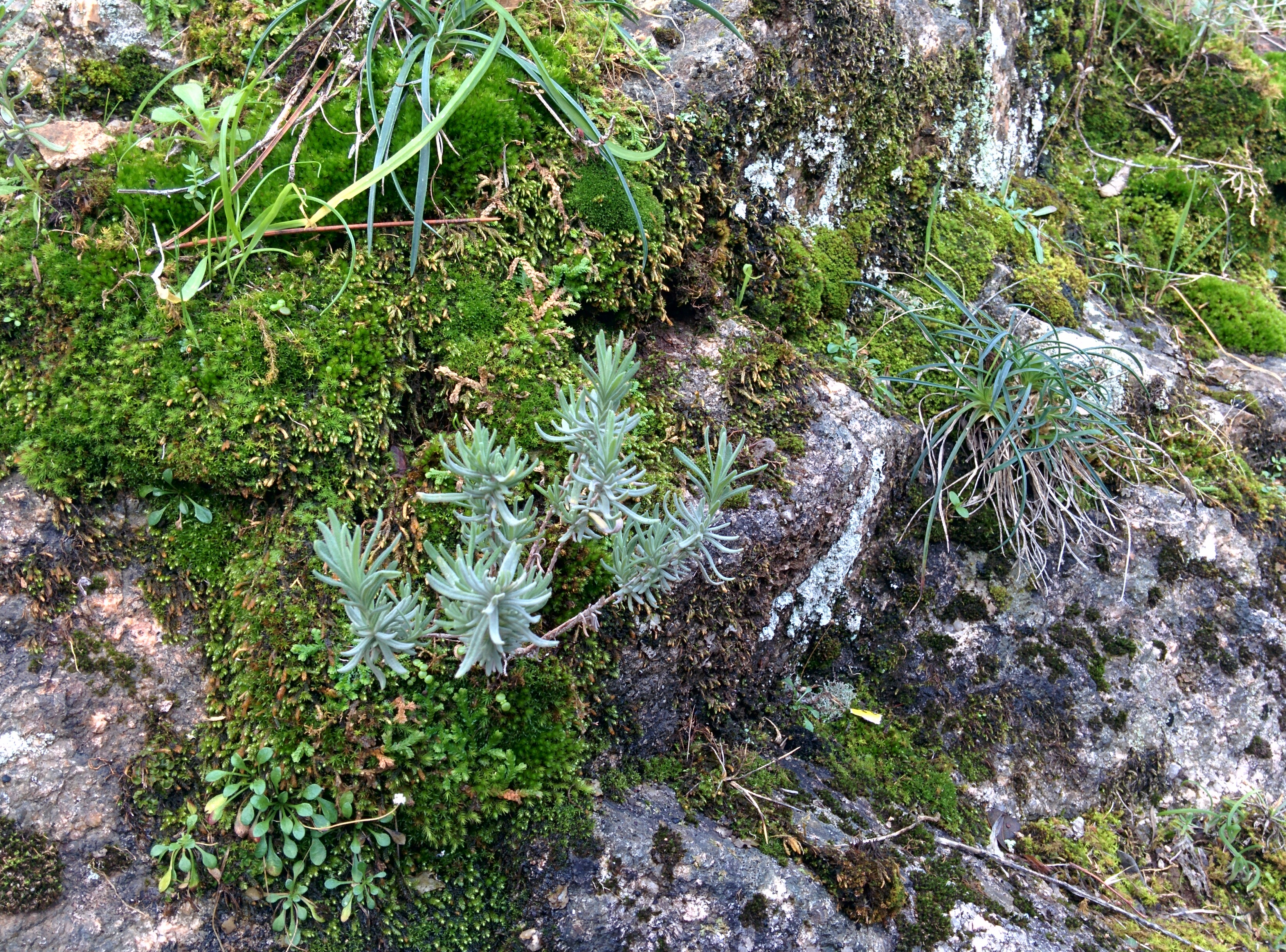
Muschio presente in loco